# Ironia sokratyczna
Ironia sokratyczna – termin określający stosunek Sokratesa do słów, jakie wypowiada. Postaci dialogów Platona zadają pytanie, czy Sokrates przedstawia jakieś poglądy, czy też udaje niewiedzę. Można przyjąć, że Sokrates ponad wszystko ceni sobie dialog, rozmowę. Istnieją stanowiska, które argumentują za perswazją, a nawet manipulowaniem. Można to sprawdzić, śledząc, w jaki sposób ciąży on ku pytaniom zawierającym alternatywę. Warto dodać, że wśród źródeł o Sokratesie, który niczego nie napisał, dialogi platońskie dzieli się na trzy okresy. Są wśród nich aporetyczne oraz takie, które referują poglądy Platona, a obok nich jeszcze trzeci typ, zwracający uwagę na ograniczenia teorii idei. Pomimo braku jakichkolwiek treści jego filozofii, można go uznać za autora metod filozoficznych i można przypisać mu pewne stanowisko etyczne. Jeśli chodzi o metody, są to elenktyczna i majeutyczna, a stanowiskiem jest intelektualizm etyczny.